# Ononis hesperia
Ononis hesperia là một loài thực vật có hoa trong họ Đậu. Loài này được (Maire) Forther & Podl. miêu tả khoa học đầu tiên năm 1991.